# NGC 5140
NGC 5140 (другие обозначения — ESO 382-65, MCG −5-32-16, IRAS13235-3336, PGC 47031) — галактика в созвездии Центавр.
Галактику относят к LINER галактикам. С ней связывают регистрацию космических лучей сверхвысоких энергий. Так же к ней относят радиоизлучение, регистрируемое не смотря на низкую оптическую светимость галактики.
Этот объект входит в число перечисленных в оригинальной редакции «Нового общего каталога».